# Casal Novo (Lourinhã)
Casal Novo é uma aldeia da freguesia de Lourinhã.